# Schwanensee (1981)
Schwanensee (japanisch 世界名作童話 白鳥の湖 Sekai Meisaku Dōwa Hakuchō no Mizūmi, deutsch: „Märchen-Meisterwerke der Welt: Schwanensee“) ist ein Anime-Film von Kimio Yabuki aus dem Jahr 1981. Er basiert auf dem Ballett Schwanensee von Pjotr Iljitsch Tschaikowski.
Der Film ist im deutschsprachigen Raum auch unter dem Titel Die Schwanenprinzessin bekannt, nicht zu verwechseln mit dem Musicalfilm Die Schwanenprinzessin von 1994.

## Handlung
Prinz Siegfried reitet durch einen magischen Wald und entdeckt auf einem See einen bekrönten Schwan. Als einer seiner Begleiter den Schwan mit Pfeil und Bogen erlegen will, wird er von einer geheimnisvollen Eule zu Stein verwandelt.
Nach dem frühen Tod seines Vaters steht Prinz Siegfried die Krönung zum König bevor. Seine Mutter kündigt an, bei einem Ball am folgenden Tag müsse er eine Ehefrau wählen. Prinz Siegfried ist verzweifelt, da er nur aus Liebe heiraten möchte, aber auch seine Mutter nicht enttäuschen will.
Die Erinnerung an den bekrönten Schwan lässt ihn nicht los, und so reitet er wieder in den Wald. Dabei entdeckt er, dass es sich bei dem Schwan um die verwandelte Prinzessin Odette handelt. Sie wird von dem bösen Zauberer Rothbart – der auch in Gestalt der Eule erscheint – in dessen Festung gefangen gehalten. Die Prinzessin erzählt Prinz Siegfried ihre Geschichte: Rothbart hatte drei Jahre zuvor um ihre Hand angehalten. Nachdem sie ihn zurückgewiesen hatte, hatte er das Königreich ihres Vaters zerstört und sie entführt. Sie darf nur in Schwanengestalt seine Festung verlassen. So versucht der Zauberer sicherzustellen, dass kein anderer Mann sie erblickt, denn durch aufrichtige Liebe kann der Zauber gebrochen werden.
Prinz Siegfried lädt Prinzessin Odette zu dem für den nächsten Tag geplanten Ball ein, um sie als Ehefrau wählen und befreien zu können. Rothbarts Tochter Odile hat die Unterhaltung belauscht und erzählt dem Zauberer von Siegfrieds Besuch bei Odette. Rothbart, der nach wie vor davon besessen ist, Odette zu heiraten, sucht sie in ihrem Gefängnis auf und versucht ein weiteres Mal, sie mit einer Mischung aus Drohungen, Versprechungen und Schmeicheleien umzustimmen. Odette offenbart jedoch, dass sie schon lange in Siegfried verliebt ist, den sie oft durch den Wald reiten sieht. Sie glaubt nicht an Rothbarts Liebe zu ihr und verweist darauf, dass er sie, würde er sie wirklich lieben, nicht gegen ihren Willen festhalten würde. Sie bittet ihn als Beweis seiner Liebe, sie freizulassen. Stattdessen ersinnt der Zauberer mit seiner Tochter Odile einen neuen Plan: Odile wird in Odettes Gestalt den Ball besuchen, Prinz Siegfrieds Herz gewinnen und ihn heiraten. So soll Odette bewegt werden, den Prinz aufzugeben und Rothbart zu heiraten.
Auf dem Ball stellen sich junge Frauen dem Prinzen vor, aber Siegfried zeigt kein Interesse, denn er hofft, dass Odette seiner Einladung folgen wird. Da erscheint Odile in einem schwarzen Kleid. Siegfried tanzt mit ihr und schwört ihr schließlich vor der versammelten Festgesellschaft ewige Liebe und Treue. Derweil konnte Odette ihrem Gefängnis entfliehen, kommt aber zu spät und muss Siegfrieds Verlobung mit Odile mit ansehen. Rothbart, der sie verfolgt hat, hindert sie am Eingreifen.
Rothbart tritt mit der vor Schreck bewusstlos gewordenen Odette vor Siegfried. Der Prinz sieht Odette in ihrem weißen Kleid und erkennt seinen Irrtum. Rothbart fliegt mit Odette in Vogelgestalt davon. Wieder in seiner Festung versucht Rothbart erneut, Odette zum Einlenken zu bewegen, doch sie weigert sich weiterhin. Siegfried reitet zur Festung und fordert Rothbart zum Schwertkampf heraus, ist ihm jedoch unterlegen. Rothbart versucht nun, Odettes Einwilligung zur Hochzeit zu erpressen, indem er droht, andernfalls Siegfried zu töten. Um den geliebten Siegfried zu retten, ist Odette schließlich bereit, sich in eine Ehe mit Rothbart zu fügen. Sie ist im Begriff, ihr Heiratsversprechen zu geben, da ergreift Siegfried Rothbarts Schwert und ersticht sich selbst. Durch Odettes und Siegfrieds Opfer um der Liebe willen ist Rothbarts Macht gebrochen. Seine Festung stürzt ein, Rothbart und Odile verglühen in der Luft, und alle von dem Zauberer verwandelten und eingesperrten Gestalten sind frei. Odette erwacht auf einer Wiese, wo sie Siegfried lebend antrifft, und sie fallen einander in die Arme.
Eine Rahmenhandlung und Außenperspektive bieten die beiden Eichhörnchen Margarita und Hans, die die Handlung begleiten und kommentieren und mehrmals – wenn auch erfolglos – zugunsten der Liebenden in die Geschehnisse eingreifen.

## Umgang mit der Vorlage
Der Film folgt weitgehend der am häufigsten aufgeführten, vereinfachten Librettofassung von 1895. Für das Ende wurde eine Variante gewählt, in der Siegfried und Odette überleben und ein glückliches Ende angedeutet wird.

## Musik
Die Filmmusik ist eine Auswahl aus dem Ballett Schwanensee in einer Aufnahme der Wiener Symphoniker unter der Leitung von Stefan Soltész. Sie enthält zwei zusätzliche Lieder von Bushika Etsuko: Ai no Mizūmi sowie das Abspannlied Kagayaku Haru no Hi.

## Produktion
Der Film wurde von Tōei Animation unter der Leitung von Takuo Noda animiert. Produzenten waren Chiaki Imada, Ken Ariga und Toshio Katsuta.

## Veröffentlichung
Schwanensee wurde in Japan am 14. März 1981 veröffentlicht. In der DDR wurde der Film bereits im selben Jahr zu Weihnachten ausgestrahlt, in der Bundesrepublik Deutschland erst zwei Jahre später durch den Fernsehsender RTL. Diese deutsche Synchronfassung, in der Wolff von Lindenau Prinz Siegfried spricht, erschien 1996 als VHS.
Den Recherchen des Vereins Anime no Tomodachi zufolge ist die DDR-Synchronfassung verschollen. RTL habe für seine zwei Jahre später ausgestrahlte Fernsehfassung eine eigene Synchronisation mit teilweise veränderten Namen verwendet. Für eine später erschienene DVD-Fassung unter dem Titel Die Schwanenprinzessin sei der Film erneut synchronisiert worden, allerdings in geringerer Qualität, zumal diese Ausgabe auch eine minderwertige Bildqualität aufweise.
Im Englischen existieren zwei verschiedene Synchronfassungen, die beide 2017 auf DVD erschienen.